# Haus Clisson

Wappen des Hauses Clisson

Die Familie Clisson war – mit den Rohan und den Laval – die mächtigste im Herzogtum Bretagne des Mittelalters. Ihren Namen hat sie von den Lehen rund um die Burg Clisson.

## Geschichte

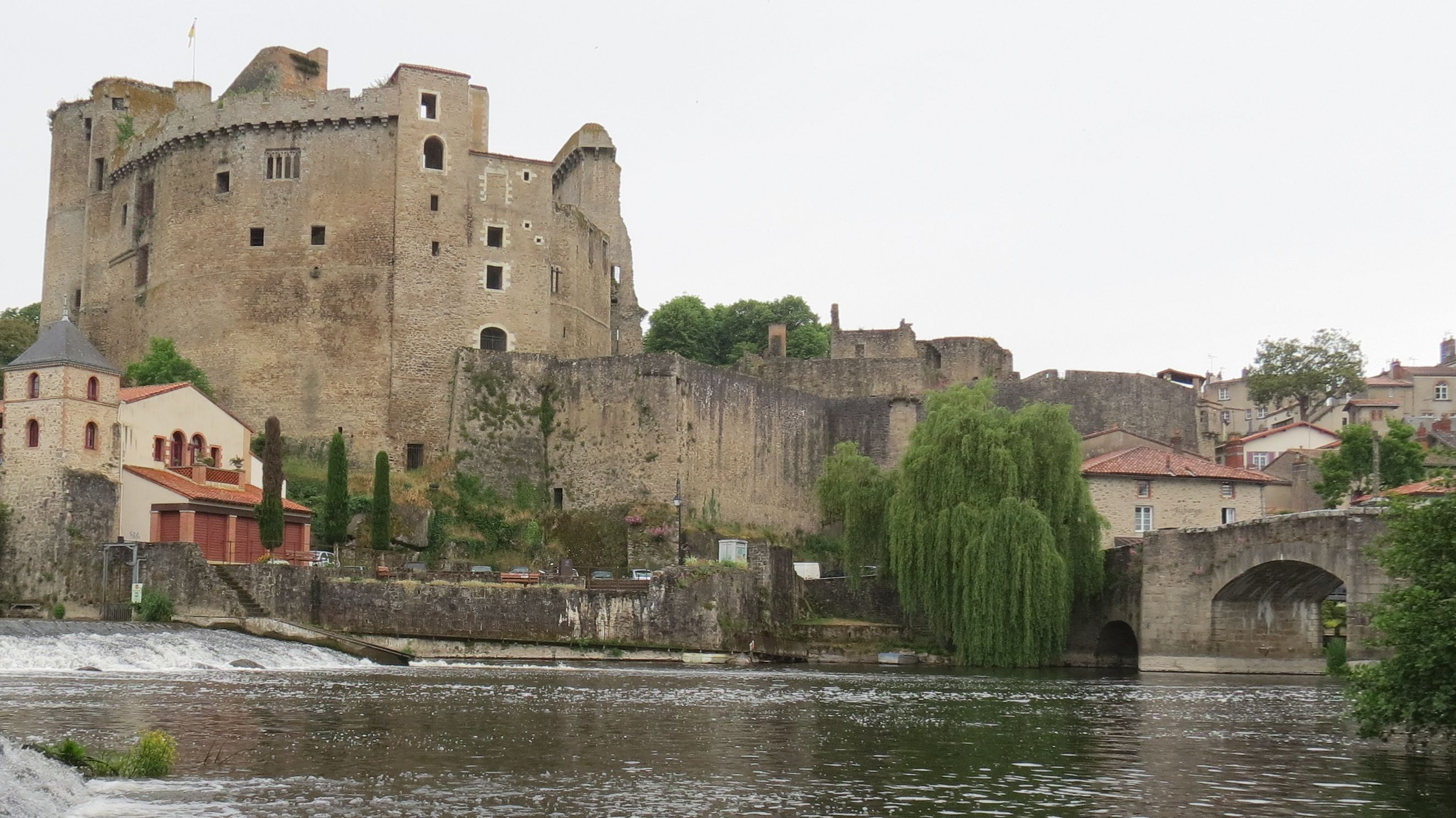
Burg Clisson

Die Familiengeschichte beginnt 1061 mit dem Ritter Baudri (Baldricus de Cliciaco), der auch 1074–1076 genannt wird. Er hatte eine Burg inne, die vermutlich um 1058/60 gebaut wurde. Später werden Gaudin (1091 und 1111/12), Giraud (1125/26 und 1132), dann wieder ein Gaudin (1180/98 und 1204) genannt, der 1196 Herr von Clisson wurde, der erste dieses Namens. Dessen Sohn Guillaume de Clisson le jeune wird 1217 erwähnt.
Am Beginn des Hundertjährigen Kriegs waren die Clisson Verbündete des französischen Königs, allerdings wurde Olivier IV. de Clisson, Herr von Belleville und Châteaumur, weil er sich angeblich mit dem König von England verschworen hatte, am 2. August 1343 in Paris auf Befehl des Königs Philipp VI. enthauptet.
Ab diesem Moment hob Jeanne de Belleville, Ehefrau Oliviers IV. de Clisson, Truppen aus, um den französischen König anzugreifen. An Land bedroht, charterte sie zwei Piratenschiffe und schloss sich den Engländern an, die sie und ihren Sohn Olivier V. de Clisson – ebenso wie die Familie Montfort des zukünftigen bretonischen Herzogs Johann V. von Montfort – in ihren Reihen begrüßten.
Nach der Schlacht von Auray (1364) überwarf sich Olivier V. de Clisson mit Johann von Montfort und wechselte erneut die Seiten. 1380 wurde er als Nachfolger Bertrand du Guesclins Connétable von Frankreich. Dreißig Jahre lang widersetzte er sich dem Herzog von Bretagne, wurde Regent eines Teils der Bretagne, bevor er das Bündnis mit Johann erneuerte.
Seine Tochter Marguerite beanspruchte den Titel einer Herzogin von Bretagne durch ihre Ehe mit Johann von Blois, Graf von Penthièvre, Sohn von Karl von Blois, Herzog von Bretagne. Ihr gelang es, den Herzog Johann VI. auf der Burg Clisson in Geiselhaft zu nehmen, wurde aber, nachdem sie gezwungen war, ihn freizulassen, wegen Majestätsbeleidigung enteignet. Die Herrschaft Clisson ging nun an die Herzöge von Bretagne über.
Béatrix de Clisson, die älteste Tochter von Olivier V. de Clisson, heiratete Alain VIII. de Rohan, dessen Familie heute noch existiert.

## Stammliste
- Gaudin et Gui de Clichon, Gui als Seigneur de Clisson um 1038
- Bernard de Clisson, Seigneur de Clisson um 1043

### Bis Olivier I. de Clisson
1. Baudri de Clisson, 1061/80 bezeugt, Seigneur de Clisson um 1075, Baron des Herzogs Hoël II. von Bretagne
  1. Gaudin I. de Clisson, 1091/1112 bezeugt, Seigneur de Clisson
    1. Giraud de Clisson 1125/32 bezeugt, Seigneur de Clisson
      1. Gaudin II. de Clisson, Seigneur de Clisson; ⚭ Eustachie de Chéméré
        1. Gaudin III. de Clisson, 1196 bezeugt, † um 1205, Seigneur de Clisson
          1. Guillaume de Clisson le Jeune, 1207 bezeugt, † vor 1225, Seigneur de Clisson; ⚭ Constance de Pont-l’Abbé, dite Constance de Pontchâteau, um 1190/1244 bezeugt
            1. Olivier I. de Clisson, dit le Vieux, um 1205 bezeugt, † 1262, Seigneur de Clisson et de Blain; ⚭ Plaisou de Penthièvre, um 1202 bezeugt, † nach 1269, Dame de La Roche-Derrien – Nachkommen siehe unten

          2. Gaudin de Clisson, 1214 bezeugt

        2. Guy de Clisson

      2. Aimery de Clisson, 1216 bezeugt, Seigneur de Vue
        1. Guillaume de Clisson le Vieux, um 1180 bezeugt, † 1213, Seigneur de La Bénate; ⚭ Flavie de La Bénate, † 1212, dame de La Bénate
          1. Garsire de Clisson, † vor 1213
          2. Pétronille de Clisson, 1238 bezeugt, Dame de La Bénate; ⚭ (1) um 1212 Guillaume Acairies; ⚭ (2) Olivier, 1238 bezeugt, Seigneur de Souché, de Port-Saint-Père et de La Bénate
          3. Marion de Clisson
          4. Aimery de Clisson, † vor 1213, Seigneur de La Bénate

### Ab Olivier I. de Clisson
1. Olivier I. de Clisson, dit le Vieux, um 1205 bezeugt, † 1262, Seigneur de Clisson et de Blain; ⚭ Plaisou de Penthièvre, um 1202 bezeugt, † nach 1269, Dame de La Roche-Derrien – Vorfahren siehe oben
  1. Jeanne de Clisson, um 1225 bezeugt, † 1269; ⚭ (1) Robert de Beaumanoir, um 1223/um 1264 bezeugt; ⚭ (2) Bertrand Gouyon, † nach 1337
  2. Olivier II. de Clisson, dit le Jeune, um 1236/um 1298 bezeugt, † um 1307, Seigneur de Clisson et de Blain, Co-Seigneur de Pontchâteau; ⚭ (1) Aliénor (vielleicht Tochter von Guillaume des Roches); ⚭ (2) Jeanne Marie Bertran de Bricquebec, Dame du Thuit, Tochter von Guillaume Bertran, Seigneur de Thury et du Thuit, und Jeanne de Nesle
    1. Guillaume de Clisson, † um 1307, Seigneur de Clisson; ⚭ NN, Tochter des Seigneur de La Roche-Bernard
    2. Catherine de Clisson; ⚭ 1299 Geoffroy de Rohan, † 1303, ohne Nachkommen
    3. Olivier III de Clisson, um 1264 bezeugt, † 1320, Seigneur de Clisson, de Blain et du Thuit, Baron de Pontchâteau; ⚭ 1299 Isabeau de Craon, 1278 bezeugt, † 30. Juli 1350, Tochter von Maurice VI., Seigneur de Craon et Sablé, Seneschall von Anjou, Touraine und Maine, Lieutenant des Königs von England in Aquitanien (Haus Craon), und Mahaut Berthout de Malines
      1. Olivier IV. de Clisson, nach 1300 bezeugt, † enthauptet Ende Juli/Anfang August 1343 in Paris, Seigneur de Clisson et de Blain, Belleville et Châteaumur, Baron de Pontchâteau, Baron de Mirebeau; ⚭1) (1320) Blanche de Bouville, † 19. November 1329, Dame de Milly, Tochter von Jean, Seigneur de Bouville, und Marguerite de Bommiers; ⚭ 2) 1328 Jeanne de Belleville, dite la Lionne de Clisson, la Lionne Sanglante, la Tigresse Bretonne, um 1300 bezeugt, † 1359, Dame de Belleville, Beauvoir, Palluau, Châteaumur et de Montaigu, Tochter von Maurice, Seigneur de Belleville, Witwe von Georges de Châteaubriant
        1. (1) Jean de Clisson, 1328/43 bezeugt, Seigneur de Milly et de Mirebeau, ohne Nachkommen
        2. (2) Maurice de Clisson, Seigneur de Blain
        3. (2) Guillaume de Clisson, Seigneur de La Trouvière
        4. (2) Olivier V. de Clisson, dit Le Connétable, * 23. April 1336, † 22. April 1407), 1380 Connétable von Frankreich, Seigneur de Clisson et de Blain, baron de Pontchâteau, Vicomte de Porhoët, Seigneur de Josselin, de Belleville, de Montaigu, de La Garnache, d'Yerrick et de Beauvoir; ⚭ (1) 12. Februar 1361 in Vitré, Catherine de Montmorency-Laval, Dame de Villemomble, † nach Januar 1365, Tochter von Gui X. de Laval (Haus Montmorency) und Béatrice de Bretagne; ⚭ (2) um 1378 Marguerite de Rohan, um 1335 bezeugt, Tochter von Alain VII., Vicomte de Rohan (Haus Rohan)
          1. (1) Béatrix de Clisson, † 1448, Vicomtesse de Porhoët, Dame de Blain, Baronne de Pontchâteau; ⚭ 1407 Alain VIII. de Rohan, † 1429, Vicomte de Rohan, Vicomte de Porhoët et Seigneur de Blain, Seigneur de Noyon-sur-Andelle, de Pont-Saint-Pierre et de Radepont (Haus Rohan)
            1. Alain IX de Rohan, vicomte de Porhoët, Seigneur de Blain; ⚭ 23/04/1207 Marguerite de Bretagne (fille de Jean IV, duc de Bretagne)

          2. (1) Marguerite de Clisson, dite Margot, 1366 bezeugt, † 1441, Dame de Clisson, Châteauceaux, Montfaucon et Palluau; ⚭ 20. Januar 1387 Jean I. de Châtillon, dit de Blois, † 16. Januar 1404, Comte de Penthièvre et de Goëllo, Vicomte de Limoges, Sohn von Charles de Châtillon (Haus Châtillon) und Jeanne de Dreux (Haus Frankreich-Dreux); mehr als sechs Kinder, darunter
            1. Olivier de Châtillon, † 28. September 1433, Comte de Penthièvre, Vicomte de Limoges

        5. (2) Isabeau de Clisson, † 5. April 1343; ⚭ Jean I. de Rieux, † 7. August 1357, Seigneur de Rieux (Haus Rieux)
          1. Jean II. de Rieux, † 1417, 1397 Marschall von Frankreich

        6. (2) Jeanne de Clisson, Dame de Belleville, Montaigu und La Garnache; ⚭ (1) nach September 1361 Jean I. Harpedane, Seigneur de Montendre et de Belleville, englischer General in Guyenne, Constable of England, Kammerherr des Königs Karl VI.; ⚭ (2) Robert de Dinan, Baron de Châteaubriant

      2. Amauri I. de Clisson † 20. Juni 1347 in der Schlacht von La Roche-Derrien, Seigneur de La Blandinaye et d’Avrillé (Anjou), de L’Isle et de Remefort; ⚭Isabeau de Remefort, Dame de Remefort et de Mortiercrolles
        1. Amauri II. de Clisson, 1382 bezeugt, Seigneur de Remefort
        2. Isabelle de Clisson, 1413 bezeugt; ⚭ 1351 Renaud d'Ancenis, 1330 bezeugt, † um 1384, Seigneur de Soubs et de L’Isle d’Arvillé, Sohn von Renaud I. d’Ancenis und Isabelle d’Aire

      3. Gauthier de Clisson, X Juli 1341 bei der Belagerung von Brest, Gouverneur von Brest
      4. Mahaut de Clisson, Dame des Essarts; ⚭ (1) Guy de Bauçay, Seigneur de Chenecé, † vor 1323; ⚭ (2) Savari III. de Vivonne, † September 1367, Seigneur de Thors, Aubigny et de La Faye, Seneschall von Toulouse

  3. Plézou de Clisson; ⚭ Bertrand I. Goyon, Seigneur de Matignon (22), et de La Roche-Guyon (22), † nach 09/1323 (1337 ?)
  4. NN de Clisson, Dame de La Hardouinaye; ⚭ Robert de Beaumanoir (22), Sohn von Geoffroi, Witwer von Denise Goyon, Dame de Matignon (22) († um 1245)